# Geschichte des Judentums im Irak
Irakische Juden (hebräisch יֵהוּדִים בָּבְלִים) sind im Irak geborene und/oder dem irakischen Kulturerbe entstammende Juden. Die Geschichte der Juden im Irak ist seit der Zeit der babylonischen Gefangenschaft ca. 586 v. Chr. dokumentiert. Als babylonisches Judentum war das irakische Judentum die älteste und religionsgeschichtlich bedeutsamste Gemeinschaft der Jüdischen Diaspora weltweit.
Zur babylonischen jüdische Gemeinde gehörte Esra, dessen Rückkehr nach Judäa bedeutende Veränderungen im jüdischen Gottesdienst einleitete. In Babylonien, dem heutigen Irak, entstand der Talmud.
Von der Babylonischen Epoche bis zum Aufstieg des islamischen Kalifats blühte die jüdische Gemeinde Babylons als das Zentrum jüdischer Gelehrsamkeit. Der Mongolensturm und die Islamisierung im Mittelalter führten zu einem Niedergang. Unter den Osmanen verbesserte sich die Lage der irakischen Juden.
Noch zu Beginn der irakischen Unabhängigkeit im 20. Jahrhundert spielten Juden eine bedeutende Rolle, ihre Zahl belief sich 1948 auf rund 120.000. Nach dem arabisch-israelischen Krieg 1948 verließen sie aufgrund von Verfolgungen und Pogromen fast vollständig das Land. Die meisten flohen in den neu gegründeten Staat Israel, heute leben weniger als 100 Juden im Land.

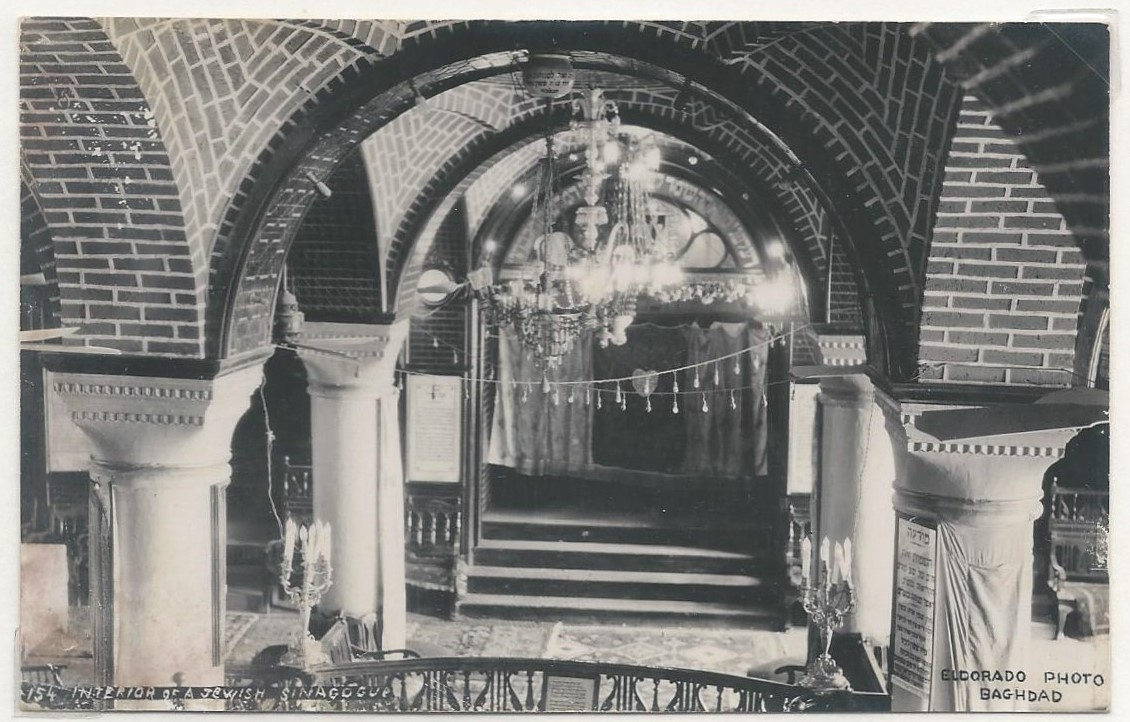
Große Synagoge von Bagdad

## Frühe biblische Geschichte
Die Bibel unterscheidet nicht immer klar zwischen Babylon und dem Land Babylonien, meist verwendet sie das gleiche Wort für beides. Einige Passagen verwenden den Begriff „Sinear“ für Babylonien, die nachexilische Literatur hingegen „Chaldäa“. Die Genesis beschreibt Babylonien als das Gebiet Babel, Erech, Akkad oder Kalne (Gen 10,10 ), dem Reich Nimrods. Hier erfolgte der Turmbau zu Babel (Gen. 11,1-9 ), ebenso befand sich hier der Sitz Amraphels (1 Mos 14,9 ).
Die Geschichtsbücher erwähnen Babylonien häufig (31-mal in den Königebüchern). Die Anspielungen beschränken sich auf die Kontakte zwischen den Israeliten und den verschiedenen babylonischen Königen, vor allem Merodach-Baladan (Berodach-baladan 2. Könige 20,12 ; Vergleiche Jes. 39,1 ) und Nebukadnezar. In Chron., Ez. und Neh. richtet sich das Interesse auf Kyros den Großen (siehe z. B. Esra 5,13 ), wenngleich in Rückschau auf die Eroberungen des Nebukadnezar und Artaxerxes (Neh 7,6 ).
In der poetischen biblischen Literatur spielt Babylonien eine geringere Rolle (siehe Psalm 87,4  und vor allem Psalm 137), nimmt dafür aber einen bedeutenden Raum bei den Propheten ein. Jesaja empfängt in einer Vision einen „Ausspruch über Babel“ (Jesaja 13,1 ), das zu dieser Zeit noch ein „ferne[s] Land“ (Jesaja 39,3 ) zu seien scheint. Eine herausragende Rolle spielt das Buch Jeremia mit zahlreichen Verweisen auf das Leben in Babylon und seine Geschichte. Seine Hinweise auf Ereignisse in Nebukadnezars Regierungszeit bilden eine wertvolle Quelle, um die Geschichte Babylons zu rekonstruieren. Die Inschriften des Nebukadnezar widmen sich fast ausschließlich Bauwerken, somit wäre ohne das Buch Jeremia wenig von seinem Feldzug gegen Jerusalem bekannt.

## Die spätere biblische Geschichte und das babylonische Exil
Im 6. Jahrhundert v. Chr. wurden die Juden des alten Königreichs Juda durch Nebukadnezar II. dreimal nach Babylon verbannt. Diese Ereignisse erwähnt Jeremia 52,28-30 . Die erste Verbannung erfolgte in der Zeit des Jojachin 597 v. Chr. als Vergeltung für eine Tributverweigerung, wobei der Tempel von Jerusalem im Rahmen einer Eroberung teilweise geplündert und ein Teil der Oberschicht ins Exil deportiert wurde (Dan 5,1-5 ). Nach elf Jahren, in der Regierungszeit des durch Nebukadnezar inthronisierten Zedekia, erfolgte ein möglicherweise von nahegelegenen ägyptischen Truppen unterstützter Aufstand in Juda, woraufhin Jerusalem dem Erdboden gleichgemacht wurde, und eine weitere Deportation folgte. Schließlich erwähnt Jeremia fünfzig Jahre später eine dritte Gefangenschaft, 537 v. Chr. Nach dem Sturz Babylons durch die Perser erlaubte Cyrus angeblich vierzigtausend Juden die Rückkehr in ihre Heimat (siehe Jojakim, Esra, Nehemia).
Frühe biblische Schilderungen über jüdisches Leben im babylonischen Exil sind überaus spärlich; bestimmte Quellen suchen diesen Mangel durch Anleihen aus dem Reich der Legende und der Tradition auszugleichen. So konstruiert die „Kleine Chronik“ (Seder Olam Zutta) durch die Erstellung einer Genealogie der Exilarchen („Reshe Galuta“) eine angebliche Kontinuität bis zu König Jojachin und macht aus Jojachin selbst einen Exilarchen. Dass Serubbabel in der griechischen Periode nach Judäa zurückgekehrt sei, ist ebenfalls eine Erfindung der „Kleinen Chronik“. Die Nachkommen des davidischen Hauses nahmen mit Gewissheit eine hohe Stellung in der babylonischen Judenheit ein, wie zur selben Zeit in Palästina. Während des Makkabäeraufstandes emigrierten die Nachkommen dieses jüdischen Königshauses nach Babylonien.

## Die Griechische Periode (300 v. Chr. bis 160 v. Chr.)
Mit dem Alexanderfeldzug erreichten genauere Informationen über die orientalischen Juden den Westen. In Alexanders Armee wird von Juden berichtet, die eine Beteiligung am Wiederaufbau des zerstörten Belus-Tempels in Babylon aus religiösen Gründen verweigerten. Die Herrschaft des Seleukos Nikator 312 v. Chr. über einen großen Teil Babyloniens wurde für Juden und Syrer zum Beginn einer neuen Ära, der Minjan sheṭarot (Aera contractuum oder ‚Ära der Verträge‘), die auch von den Parthern als Zeitrechnung angenommen wurde. Als die Seleukidische Ära im Westen an Bedeutung verloren hatte, überlebte sie im Orient noch eine längere Zeit. Die Rabbiner erwähnten Nicators Gründung der Stadt Seleukia am Tigris; sowohl die „Große“ als auch die „Kleine Chronik“ verweisen darauf. Die babylonischen Galater (2 Makk 8,20 ) müssen unter Seleukos Callinicus oder unter Antiochos III. von den Juden besiegt worden sein. Letzterer siedelte eine große Zahl babylonischer Juden als Kolonisten in den westlichen Gebieten an, um örtliche revolutionäre Tendenzen unter Kontrolle zu bringen. Mithridates (174–136) unterwarf im Jahr 160 die Provinz Babylonien und brachte damit die Juden für vier Jahrhunderte unter parthische Herrschaft.

## Die Parthische Periode
Jüdische Quellen erwähnen weder einen parthischen Einfluss, noch den Namen „Parther“, es sei denn gelegentlich im Sinne von „Perser“. Die „Kleine Chronik“ erwähnt den armenischen Prinzen Sanatroces aus dem Haus der Arsakiden als einen der Nachfolger (Diadochen) Alexanders. Unter anderen asiatischen Fürsten erreichte der römische Erlass zugunsten der Juden Arsaces (1 Makk 15,22 ), wobei die Identität dieses Arsaces nicht feststeht. Nicht lange danach marschierte die Armee des jüdischen Fürsten und syrischen Königs Antiochus Sidetes in Begleitung Hyrkans I. in das Partho-babylonische Gebiet gegen die Parther ein und die verbündeten Armeen besiegten die Parther (129 v. Chr.) am Großen Zab (Lykos), wo der König einen zweitägigen Waffenstillstand wegen des Sabbats und des Wochenfestes befohlen haben soll. Um 40 v. Chr. fiel der jüdische Marionettenherrscher Hyrkanus II. den Parthern in die Hände, die ihm nach ihrer Gewohnheit die Ohren abschnitten und damit herrschaftsuntauglich machten. Die babylonischen Juden erstrebten offenkundig die Gründung eines Hohenpriestertums für den verbannten Hyrkanus, die sie von Palästina vollkommen unabhängig gemacht hätte. Jedoch erhielten die Palästinenser den Babylonier Ananel als Hoherpriester, was auf die Bedeutung der babylonischen Juden verweist. In religiösen Angelegenheiten waren die Babylonier wie die gesamte Diaspora weiterhin von Palästina abhängig. So richteten sie ihre traditionellen Wallfahrten nach Jerusalem aus.
Welche Freiheiten die Parther den Juden ließen, zeigt der Aufstieg des kleinen jüdischen Räuberstaates in Nehardea (siehe Anilaios und Asianios). Noch bemerkenswerter erscheint die Konversion des Königs von Adiabene zum Judentum. Diese Beispiele zeigen nicht nur die Toleranz, sondern auch die Schwäche der parthischen Könige. Die babylonischen Juden wollten zwar gemeinsam mit den palästinensischen Juden gegen Vespasian kämpfen, aber erst unter Trajan zogen die verhassten Römer in den Krieg gegen die Parther, wobei es in hohem Maße am Aufstand der babylonischen Juden lag, dass die Römer Babylonien nicht zu besiegen vermochten. Philo spricht von der großen Zahl in diesem Land wohnender Juden, die nach der Zerstörung Jerusalems durch neue Einwanderer noch erheblich angestiegen war. In Jerusalem erwartete man von Anbeginn an Hilfe aus dem Osten, und wusste, dass wie zu Zeiten des römischen Prokurators Petronius, die babylonischen Juden wirksame Hilfe leisten konnten. So wurde Babylonien mit dem Untergang Jerusalems zum maßgeblichen Bollwerk des Judentums. Durch die Niederschlagung des Bar-Kochba-Aufstandes schwoll die Zahl der jüdischen Flüchtlinge in Babylon weiter an.
In den andauernden römisch-persischen Kriegen wuchs der Hass der Juden auf die Römer als Zerstörer ihres Heiligtums, und die Parteinahme für die Parther als ihre Beschützer. Die parthischen Könige verliehen – möglicherweise in Anerkennung der Verdienste der babylonischen Juden bzw. des Hauses David – den Exilfürsten, die bis dahin eher bloße Steuereinnehmer waren, eine reguläre Prinzenwürde als Resch Galuta . So erhielt die Gemeinschaft der jüdischen Untertanen eine zentrale Behörde, die eine ungestörte Entwicklung ihrer inneren Angelegenheiten gewährleistete.

## Babylonien als Zentrum des Judentums (219 bis ca. 1050)

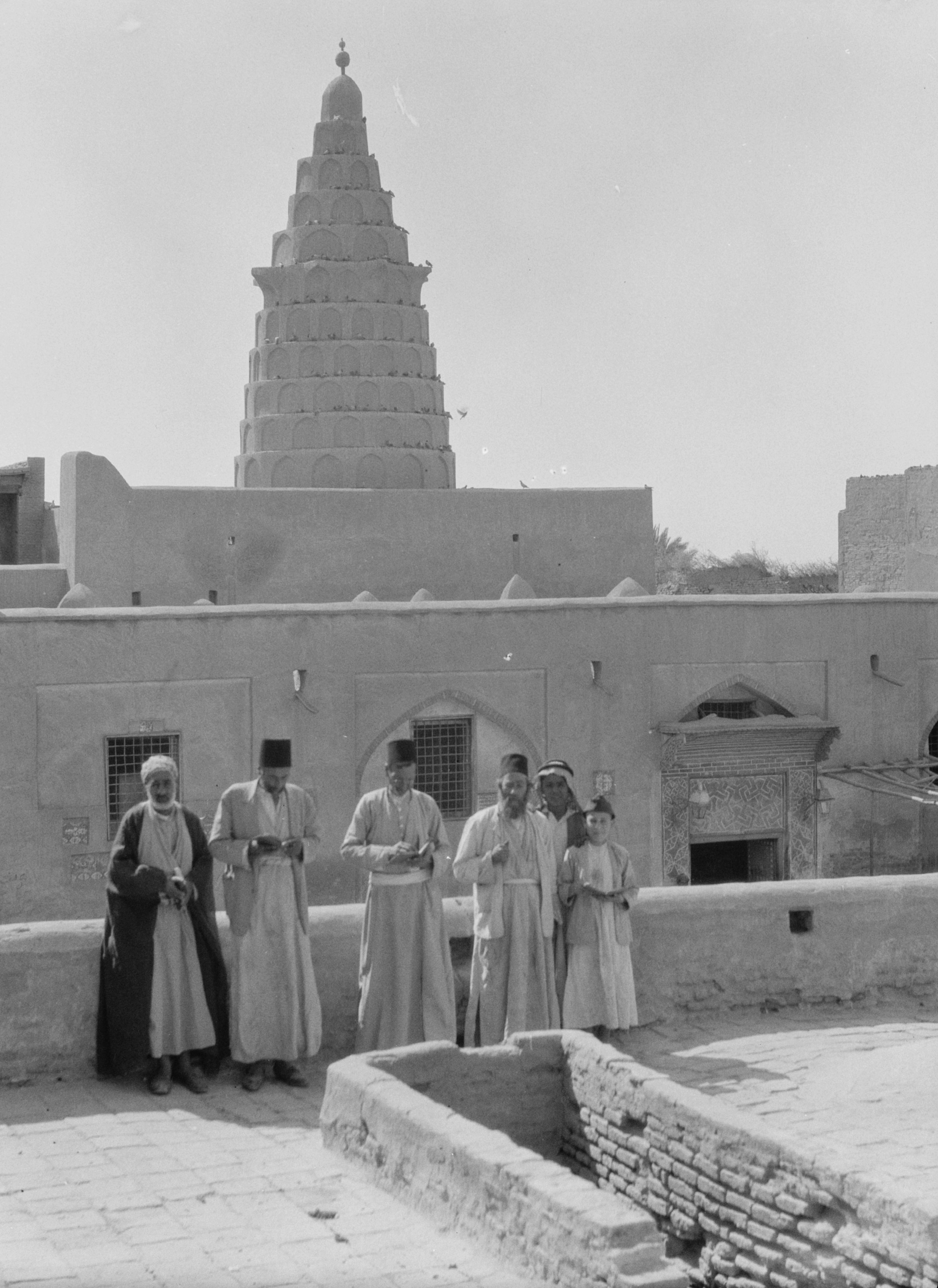
Ezechiels Grab bei Kifel, mit irakisch-jüdischen Einwohnern, 1932.

Nach der Zerstörung Jerusalems wurde Babylon für einen Zeitraum von über tausend Jahren ein intellektuelles Zentrum der  jüdischen Welt. Abba Arikha, später einfach Rab genannt, eine Schlüsselfigur für die Erhaltung des Judentums nach der Zerstörung Jerusalems verließ Judäa und markierte mit seiner Rückkehr 219 n. Chr. in seine babylonische Heimat den Beginn einer neuen Bewegung im babylonischen Judentum: die Jahrhunderte währende führende Rolle der babylonischen Akademien. Nach Verlassen einer bestehenden babylonischen Akademie unter seinem Freund Samuel in Nehardea gründete Rab seine eigene Sura Akademie. So gab es in Babylonien zwei Akademien, die miteinander aber nicht konkurrierten. Der Ruf beider Akademien wuchs in gleicher Weise. Die Ergebnisse der Tätigkeit beider babylonischen rabbinischen Schulen flossen in die früheste Schicht des Babylonischen Talmud ein. Die jahrzehntelang gleichrangig nebeneinander existierenden Schulen (wobei die Schule von Nehardea nach Pumbedita (heute Falludscha) verlegt wurde) wurden zu einer ständigen Institution und einem gewichtigen Faktor für die Entwicklung des babylonischen Judentums.
Das Schlüsselwerk dieser Akademien bildete die Erstellung des babylonischen Talmud, begonnen um 550 durch Rav Aschi und Rabina, zwei Führern der babylonischen jüdischen Gemeinde. Die Savoraim oder Rabbanan Savoraei (nach-talmudische Rabbiner), setzten die redaktionelle Arbeit an diesem Text für die nächsten 250 Jahre fort, der größtenteils um 700 seine endgültige Form fand. (Siehe  Epochen innerhalb des jüdischen Gesetz.) Die Mischna und babylonische Gemara bildeten zusammen den Talmud Bavli (den „babylonischen Talmud“).
Innerhalb dreier Jahrhunderte wurde die Grundlage des babylonischen Talmud in den von Rab und Samuel gegründeten Akademien geschaffen. Darauf wurde er fünf Jahrhunderte lang Bearbeitungen unterzogen, bis er in der gesamten Diaspora anerkannt wurde. Sura und Pumbedita galten als die wichtigsten Studienorte: ihre Häupter und Weisen galten als unumstrittene Instanzen, ihre Entscheidungen waren überall gefragt und akzeptiert, wo jüdische Gemeinden existierten.
Die unmittelbar auf die Vollendung des Talmuds folgenden Perioden der jüdischen Geschichte wurden nach den Titeln der Lehrer in Sura und Pumbedita benannt als „Zeit der Geonim und der Saboraim“. Unter den Saboraim im ersten Drittel des 6. Jahrhunderts wurde der Talmud abgeschlossen, wobei man seinen Text vielfach anreicherte. Die beiden Akademien existierten bis zur Mitte des 11. Jahrhunderts, Pumbedita wurde nach der Ermordung ihres Oberrabbiners im Jahr 1038 geschlossen, und Sura bald danach.

## Die Sassanidische Periode (225–634)
Das persische Volk machte seinen Einfluss auf die Weltgeschichte von Neuem geltend, als Ardaschir I. 226 die Arsakiden besiegte und die bedeutende Dynastie der Sassaniden begründete. Anders als die parthischen Herrscher aus dem Nordiran, die dem Mithraskult und Zoroastrismus angehörten und den Pahlavi-Dialekt sprachen, verstärkten die Sassaniden den Nationalismus und gründeten eine zoroastrische Staatsreligion, die abweichende Gruppen vielfach unterdrückte.
Schapur I. (aramäisch: Shvor Malka) war den Juden gewogen. Seine Freundschaft zu Shmuel brachte der jüdischen Gemeinschaft zahlreiche Vergünstigungen ein.
Schapur II.s Mutter war angeblich Jüdin, wodurch die jüdische Gemeinde gewisse religiöse Freiheiten genoss. Schapur war mit dem babylonischen Talmudgelehrten Raba befreundet, der eine Lockerung der die Juden diskriminierenden Gesetze erreichte.
Offenkundig wurden Christen, Manichäer, Buddhisten und Juden zunächst benachteiligt, vor allem unter dem sassanidischen Hohepriester Kartir. Allerdings waren Juden aufgrund ihres Zusammenhalts in Städten wie Isfahan weniger diskriminiert, als die verstreut lebenden Christen. Gelegentlichen Judenverfolgungen folgten längere Perioden wohlwollender Nichtbeachtung, in denen jüdisches Leben gedieh. Im 7. Jahrhundert jedoch wuchs der Druck auf die Juden, so dass sie die arabische Eroberung 632-634 begrüßten.

## Arabisch-islamische Periode (634–1258)
Der erste Kalif Abu Bakr entsandte seinen General Chālid ibn al-Walīd gegen den Irak, und ein Jude namens Ka'ab al-Ahbar soll dem General den Sieg verheißen haben. Als erste gesetzliche Maßnahmen nach den Eroberungen der 630er Jahre führten die Muslime die Kopfsteuer („Dschizya“) und die Immobiliensteuer („Kharaj“) für Juden, Christen und Zoroastrier ein.
Möglicherweise haben die Juden das Vordringen der Araber begünstigt, da sie sich eine mildere Behandlung versprachen. Dazu dürfte zählen, dass der Exilarch Bostanai sich der Gunst Umars versicherte, der ihm nach Theophanes und Abraham Zacuto die Tochter des besiegten Sassaniden Chosroes II. zur Frau gab. Jüdische Überlieferungen, wie der „Seder ha-Dorot“ schreiben Bostanai legendäre Gemeinsamkeiten mit dem Helden Mar Zuṭra II zu. Bostanai, der Gründer einer Exilarchendynastie, soll so bedeutend gewesen sein, dass ihn der siegreiche arabische General mit hohen Privilegien ausstattete, wie dem Recht, einen Siegelring zu tragen, das sonst nur Muslimen vorbehalten war.
Auf Umar und Utman folgte Ali (656), mit dem sich die babylonischen Juden gegen seinen Rivalen Muʿāwiya I. verbündeten. Ein jüdischer zum Islam konvertierter Prediger Abdallah ibn Saba aus Südarabien bestärkte und propagierte diese Religion, indem er Mohammeds Erscheinen in einem jüdischen Sinn interpretierte. Ali machte das irakische Kufa zu seiner Hauptstadt, dort ordnete man die Vertreibung der Juden (ca. 641) von der arabischen Halbinsel an. Möglicherweise wegen dieser Einwanderer gewann die arabische Sprache bei den babylonischen Juden so schnell an Boden. Ali besetzte Firuz Shabur, wo nach jüdischen Chronisten 90.000 Juden wohnten. Mar Isaak, der Führer der Akademie von Sura, huldigte dem Kalifen und wurde von ihm mit Privilegien ausgestattet.
Die Nähe zum Hof verlieh den babylonischen Juden im Vergleich zum gesamten Kalifat eine zentrale Position, so dass Babylonien weiter im Mittelpunkt des jüdischen Lebens verblieb. Die traditionsreichen Institutionen des Exilarchats und Gaonats, die Häupter der Akademien, erlangten großen Einfluss und bildeten eine von der gesamten jüdischen Diaspora anerkannte Autorität. Bald jedoch entzweiten sich Exilarchen und Geonim. Ein gewisser Mar Yanka, ein enger Freund des Exilarchen, bedrückte die Rabbiner von Pumbedita derart, dass mehrere von ihnen nach Sura flüchteten, und erst nach dem Tod ihres Verfolgers (ca. 730) zurückkehrten. „Der Ausverkauf des Exilarchats in der arabischen Periode“ (Ibn Daud), und Jahrhunderte später behauptete Sherira, nicht von Bostanai abzustammen. In der arabischen Legende spielten die resh Galuta (ras al-galut) eine bedeutende Rolle, einer könne Geister sehen, ein anderer sei unter dem letzten Umayyadenkalifen, Merwan ibn Mohammed (745–750) zu Tode gekommen.
Der Umayyadenkalif Umar II. (717–720) verfolgte die Juden, indem er anordnete: „Zerstört keine Kirchen, Synagogen oder Feuertempel, aber verhindert Neubauten!“ Isaac Iskawi II. (ca. 800) erhielt von Harun al-Rashid (786-809) das Recht auf ein Siegel. Karl (evtl. Karl der Kahle) soll den „König von Babel“ gebeten haben, ihm einem Mann königlicher Abstammung zu senden, woraufhin ihm der Kalif Rabbi Machir schickte, und damit den Grundstein zur Kommunikation zwischen Juden in babylonischen und in europäischen Gemeinden legte. Auf Harun soll das Gesetz zurückgehen, nach dem Juden ein gelbes Zeichen auf der Kleidung tragen mussten. Obwohl seine strengen islamischen Gesetze die Juden benachteiligten, profitierten diese auch von der erblühenden arabischen Kultur, so dass unter Harun und seinen Nachfolgern auch vom Beginn einer jüdisch-wissenschaftlichen Tradition in Babylonien die Rede ist, besonders unter Al-Mamun (813–833).
Wie die Araber waren die Juden Förderer des Wissens, etwa durch die Übersetzung griechischer und lateinischer Autoren. Vor allem am Haus der Weisheit in Bagdad trugen sie wesentlich zu seiner Pflege bei. Sie trieben religiös-philosophische Studien („Kalam“) im Zusammenhang mit den Mutaziliten und der Wahrung der menschlichen Willensfreiheit („chadr“). Der Staat betrieb weiter eine möglichst vollständige Demütigung der Ungläubigen. So zwang Al-Mutawakkil alle – Magier, Christen und auch Juden – zum Tragen eines besonderen Zeichens, ihre Kultstätten wurden beschlagnahmt und in Moscheen umgewandelt, sie wurden aus öffentlichen Ämtern entfernt und hatten dem Kalifen den Zehnten vom Wert ihrer Häuser zu entrichten. Einer Äußerung des Kalifen Al-Mu'tadhel (892-902) zufolge rangierten die Juden in der Hierarchie der Staatsdiener unter den Christen.

## Die Mongolische Periode (1258–1534)
Das Kalifat beschleunigte seinen Niedergang, noch bevor das Mongolische Reich seinen Aufstieg entfaltete. Nach Bar Hebraeus unterschieden die Mongolen nicht zwischen Heiden, Juden und Christen, und Kublai Khan tolerierte nach Marco Polo nur Juden, die in seiner Armee gedient hatten. Hülegü, der bei der Eroberung von Bagdad (1258) das Kalifat zerstörte und 1260 Palästina eroberte, tolerierte Muslime, Juden und Christen, aber zweifellos zählten in jenen Schreckenstagen die Juden mit vielen anderen zu den Leidtragenden. Unter dem Mongolenherrscher waren die Priester aller Religionen von der Kopfsteuer befreit. Hülegüs zweiter Sohn Ahmed war dem Islam gewogen, sein Nachfolger Arghun (1284–1291) jedoch lehnte diese ab und zeigte sich Juden und Christen zugetan; sein Oberster Berater war der Jude Sa'ad al-Daulah, ein Arzt aus Bagdad. Nach dem Tod des großen Khans und der Ermordung seiner jüdischen Günstlinge fielen die Muslime über die Juden her und in Bagdad war von einer regelrechten Schlacht zwischen beiden Gruppen die Rede. Auch Gaichatu hatte einen jüdischen Finanzminister, Reshid al-Daulah. Der Khan Ghazan konvertierte zum Islam und machte die Juden zu Bürgern zweiter Klasse. Der ägyptische Sultan Nasr, der auch über den Irak herrschte, stellte das Gesetz aus dem Jahr 1330 wieder her, was neue Einschränkungen mit sich brachte. Als Timur 1393 Bagdad, Wasit, Hilla, Basra und Tikrit eroberte und verwüstete wurden die jüdischen Orte zerstört, die sich zur Wehr setzten. Viele Juden flohen in dieser Zeit in andere Gegenden.
Im Zuge der Mongoleneinfälle wurden zahlreiche jüdische Gemeinden zerstört bzw. vertrieben. Die spätere jüdische Gemeinde bestand größtenteils aus Neueinwanderern aus anderen Orten, hauptsächlich Aleppo. Es besteht also keine kontinuierliche Verbindung mit den irakischen Juden der babylonischen Tradition des Talmudischen oder des geonischen Judentums, diese bildeten vielmehr eine eigene Gruppierung innerhalb des orientalischen Judentums.

## Die Osmanische Herrschaft (1534–1918)

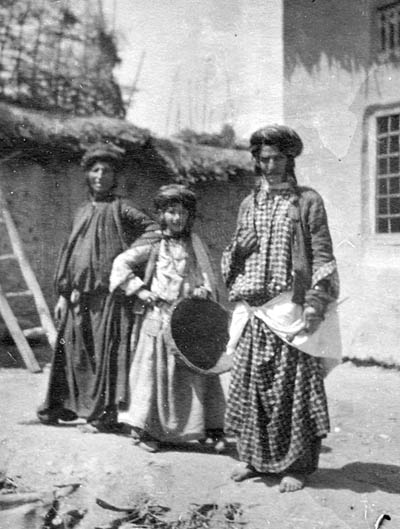
Kurdische Juden in Rawanduz, Nordirak, 1905

Als Sultan Suleiman I. im Jahre 1534 den Persern Täbris und Bagdad abnahm, und damit Mesopotamien und der Irak in türkische Hände gelangten, führte dies zu einer Verbesserung der jüdischen Lebensbedingungen. Die persische Rückeroberung im Jahre 1623 verschlechterte die Situation wieder, so dass bei der Wiedereroberung des Irak 1638 die türkische Armee einen hohen Anteil jüdischer Soldaten verzeichnete, nach einigen Quellen zehn Prozent. Die Juden machten den Tag der Wiedereroberung sogar zu einem Feiertag: „Jom Nes“ (Tag des Wunders).
Im Jahre 1743 brach die Pest in Bagdad aus, der zahlreiche Juden mitsamt allen Rabbinern zum Opfer fielen. Die verbliebenen Bagdader Juden baten die Gemeinde von Aleppo um die Entsendung eines neuen Oberrabbiners, was zur Berufung des Rabbi Sadka Bekhor Hussein führte. Daraus folgte eine weitere Angleichung der irakischen Juden an die sephardische Observanz.
Mit der Schwächung der türkischen Zentralherrschaft verschlechterte sich die Lage der Juden in der Region, gleichwohl wuchs ihre Bevölkerungszahl. Der Verfolgung unter Daud Pascha suchten zahlreiche Angehörige der jüdischen Gemeinde wie David Sassoon zu entkommen. 1884 lebten 30.000 Juden in Bagdad; 1900 waren es 50.000, was über einem Viertel der städtischen Gesamtbevölkerung entsprach. Aus der Gemeinde gingen bedeutende Rabbiner hervor, wie Joseph Chaim Ben Eliahu Mazal-Tov, bekannt als Ben Ish Chai (1834–1909).

## Moderner Irak (1918 bis heute)

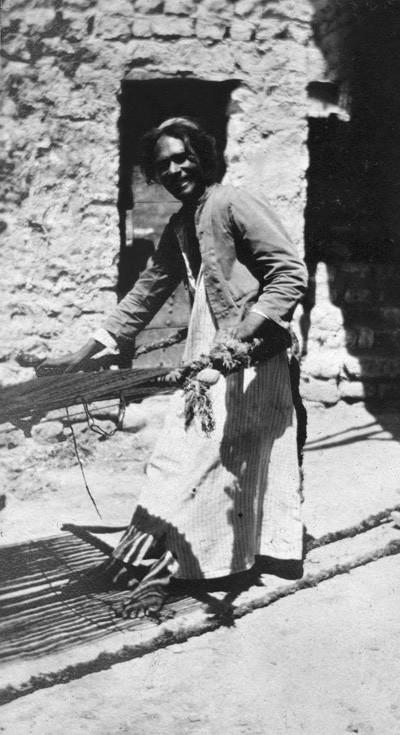
Jüdischer Weber in Ramadi, Irak, 1918

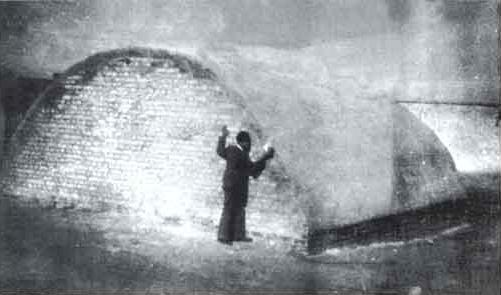
Massengrab der Opfer des Farhud, 1946

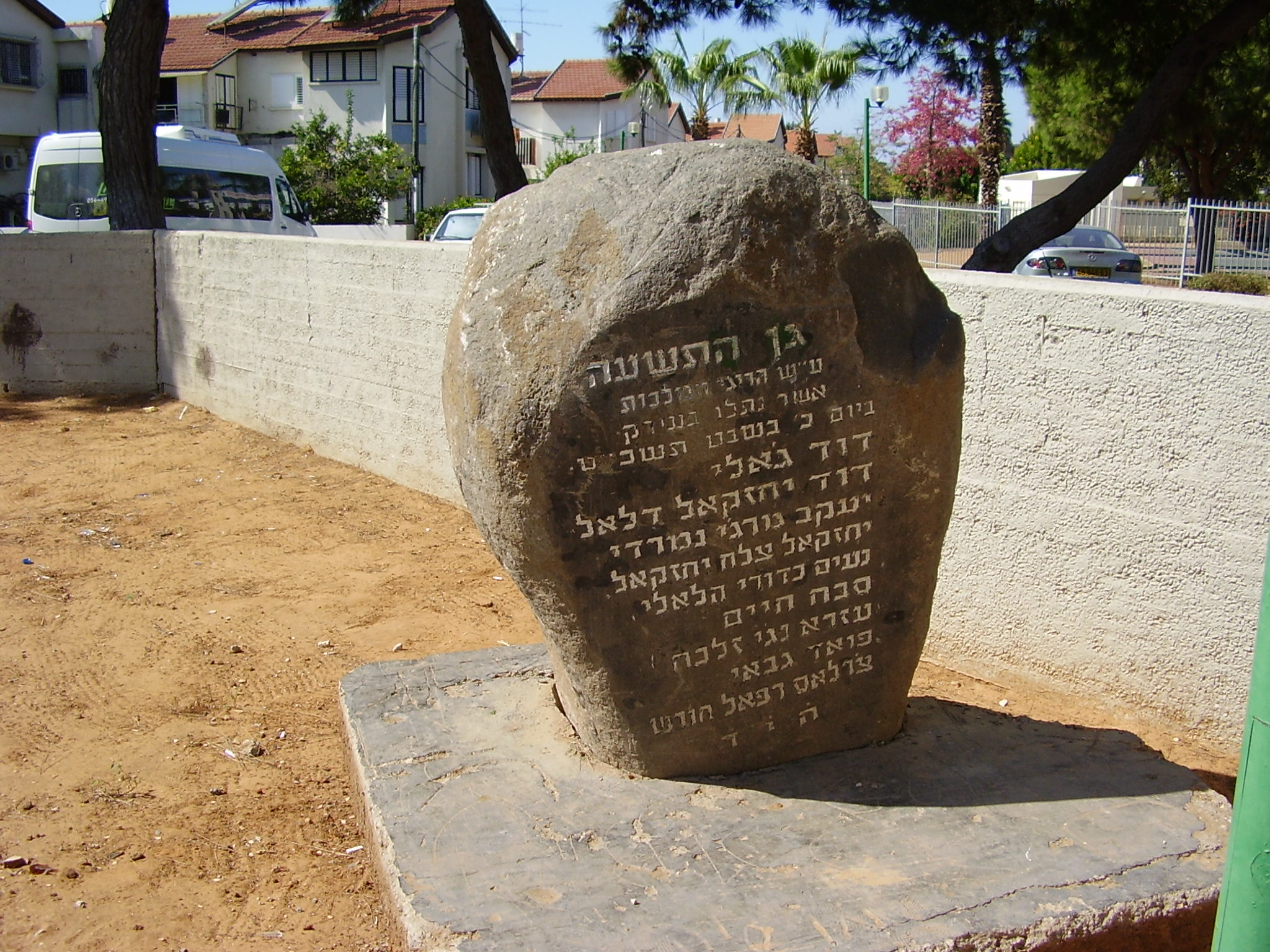
Denkmal in Or Yehuda für die 1969 getöteten Iraker

Während der britischen Besatzung ab 1918 und der folgenden britischen Mandatszeit von 1920 bis 1932 und unmittelbar nach der Unabhängigkeit spielten gut ausgebildete Juden eine wichtige Rolle im gesellschaftlichen Leben. Der erste irakische Finanzminister, Sassoon Eskell, war Jude, Juden spielten auch eine maßgebliche Rolle bei der Entwicklung des Justiz- und Postwesens. Die Bagdader Handelskammer verzeichnete im Jahr 1947 10 ihrer 19 Mitglieder als Juden; das erste musikalische Ensemble des neu gegründeten Radio Bagdad in den 1930er Jahren bestand hauptsächlich aus Juden. Juden waren im irakischen Parlament vertreten, und zahlreiche Juden nahmen wichtige Positionen in der Bürokratie ein. Dies löste bei der irakischen Bevölkerung vielfach Groll aus.
Seit den 1890er Jahren hatte sich im Irak eine zionistische Bewegung etabliert, die sich zunächst auf die Lektüre hebräischer und zionistischer Zeitschriften beschränkte. Mit der Zuspitzung der internationalen Lage, vor allem dem anhaltenden Konflikt um das Palästina-Mandat, begannen in den 1930er Jahren in Bagdad antizionistische Demonstrationen. Trotz Loyalitätsbeteuerungen gegenüber dem Irak wurden die Juden des Landes zunehmend Opfer diskriminierender Maßnahmen und Gesetze. 
In den 1940er Jahren machten Juden mit etwa 135.000 Bewohnern etwa 3 Prozent der Bevölkerung im Irak aus. Etwa 90.000 von ihnen lebten in Bagdad, 10.000 in Basra, der Rest verteilte sich auf kleine Orte im Land. Im April 1941 erfolgte unter Raschid Ali al-Gailani ein Militärputsch gegen den probritischen König Faisal II. Nachdem Bagdad am 31. Mai 1941 vor den Briten kapitulierte, kam es an den beiden Folgetagen zum Farhud („gewaltsame Enteignung“) genannten Pogrom, in dem 180 Juden, manche Quellen geben auch bis zu 600 an, getötet und viele verletzt, vergewaltigt und ihr Eigentum geplündert wurde. Eine noch größere Anzahl von Nichtjuden – Plünderern, Ordnungskräften und Muslimen, die ihre jüdischen Nachbarn zu beschützen suchten – wurde getötet oder verletzt. Auch in anderen Städten gab es Plünderungen. Daraufhin wurden – meist in britischer Truppenbegleitung – zionistische Emissäre aus Palästina geschickt, die irakische Juden in Hebräisch unterrichteten und Selbstverteidigungsgruppen organisierten.
1948 wurde das Land unter Kriegsrecht gestellt und das Strafmaß für Zionismus erhöht. Standgerichte wurden zur Einschüchterung wohlhabender Juden eingeführt, Juden erneut aus dem öffentlichen Dienst entlassen, Quoten für jüdische Hochschulposten eingeführt und jüdische Geschäfte boykottiert. Shafiq Ades, ein bedeutender irakischer nichtzionistischer jüdischer Händler, wurde wegen angeblichen Handels mit Israel hingerichtet. Schließlich erließ der Irak wie die meisten Staaten der Arabischen Liga Gesetze gegen die Auswanderung seiner Juden mit der Begründung, sie könnten den israelischen Staat stärken. Mit der staatlichen Unterdrückung der Juden wuchs die anti-israelische Stimmung im Lande, und öffentliche antisemitische Äußerungen verstärkten die allgemeine Angst und Verunsicherung.
Bis 1949 hatte sich der zionistische Untergrund im Irak soweit organisiert, dass die irakische Nord- und Südgrenze unkontrollierbar geworden war und ein Schmuggel irakischer Juden aus dem Land erfolgte, deren Zahl sich auf 1000 pro Monat belief. In der Hoffnung, den Abfluss von Vermögenswerten aus dem Land zu stoppen, erließ der Irak im März 1950 ein Gesetz, das die Emigration von Juden für ein Jahr genehmigte, wenn diese auf ihre irakische Staatsbürgerschaft verzichteten. Man suchte nach Ian Black im Wesentlichen aus „wirtschaftlichen Erwägungen das Eigentum der abreisenden Juden wieder in die Staatskasse zurückzubringen“; zudem sah man „Juden als Unruheherd und potenziell störende Minderheit, die das Land am besten los wird.“ Israel lehnte zunächst eine Aufnahme so vieler Ausländer ab, aber im März 1951 brachte die Luftbrücke „Operation Esra und Nehemia“ so viele irakische Juden wie möglich nach Israel, das nunmehr Agenten in den Irak sandte, um die Juden zu nötigen, sich baldigst für die Einwanderung registrieren zu lassen.
Vom Erlass des Emigrationsgesetzes im März 1950 bis zum Jahresende verließen 60.000 Juden den Irak. Neben Verhaftungen und Berufsentlassungen von Juden wirkte eine Reihe von Bombenanschlägen ab April mit zahlreichen Verletzten und auch Toten beschleunigend auf die Abwanderung. Zwei Monate vor Ablauf des Gesetzes, in dessen Frist man etwa 85.000 Juden registriert hatte, forderte ein Anschlag auf die Masuda-Schemtob-Synagoge jüdische Tote und weitere Verletzte. Das im März 1951 ablaufende Gesetz wurde jedoch verlängert, nachdem die irakische Regierung das Vermögen der abfliegenden Juden einfror, darunter auch das derjenigen, die das Land bereits verlassen hatten. Während der nächsten Monate ließen sich die restlichen tausenden verbliebenen Juden zur Auswanderung registrieren, beschleunigt durch eine Reihe weiterer Bombenanschläge, die zwar geringe Opfer forderten, aber von großer psychologischer Wirkung waren. Während der Operation Esra und Nehemia wurden rund 107.603 Juden über den Iran und Zypern nach Israel geflogen.
Die wahre Identität und Zielsetzung der Drahtzieher hinter den Bombenanschlägen wurde kontrovers debattiert und in den Jahrzehnten danach auch von einer Revision der Gründerzeit des israelischen Staates überlagert. Das irakische Regime machte für die antijüdischen Ausschreitungen und Attentate zionistische Agenten verantwortlich. Die irakischen Behörden klagten drei Mitglieder des zionistischen Untergrunds einiger Anschläge an, von denen Shalom Salah und Yosef Basri Ibrahim zum Tode verurteilt wurden, der dritte zu einer Gefängnisstrafe. Salah Shalom behauptete im Prozess, zum Geständnis gefoltert worden zu sein; Yosef Basri beharrte auf seiner Unschuldsbehauptung. Nach einer israelischen Geheimuntersuchung 1960 habe es keine Hinweise auf eine israelische Urheberschaft bzw. eigene plausible Motive gegeben.
Die These einer zionistischen Verschwörung zur Beschleunigung der Auswanderung irakischer Juden nach Israel wurde ein beliebtes Motiv antizionistischer Organisationen und Autoren wie den israelischen Black Panthers, dem Friedensaktivisten Uri Avnery und anderen. Nach dem Historiker Moshe Gat „teilten auch die aus dem Irak nach Israel geflohenen Juden die Ansicht, die Anschläge wären ein Werk zionistischer Agenten“. Diese Ansicht sei jedoch dem Soziologen Philip Mendes zufolge „beeinflusst und verzerrt von Gefühlen der Diskriminierung“ gewesen. Laut Gat „spiegelt ein Großteil der vorliegenden Literatur die verbreitete Überzeugung wider, die Anschläge seien von enormer Bedeutung für die Massenauswanderung der Juden gewesen: Die zionistischen Emissäre hätten diese brutalen Taten begangen, um die wohlhabende irakische jüdische Gemeinde zu entwurzeln und nach Israel zu bringen“. Er selbst sieht jedoch nur eine schwache direkte Verbindung zwischen den Anschlägen und dem Exodus. Die hektischen und massiven jüdischen Registrierungsbestrebungen zur Ausbürgerung und Abreise seien von dem Wissen getrieben gewesen, dass das Ausbürgerungsgesetz im März 1951 auslaufen würde.
Ferner hätten weitere Unterdrückungen einschließlich der Finanztransaktionsverbote und anhaltende antijüdische Unruhen die Pogromangst ausgelöst. Es sei zudem unwahrscheinlich, dass Israel zur Beschleunigung der jüdischen Evakuierung zu solchen Maßnahmen gegriffen hätte, da es bereits mit der Bewältigung des sonstigen Zustroms der jüdischen Einwanderung zu kämpfen hatte. Gat bezweifelt auch die Schuld jüdischer Attentäter. Erstens sei ein antijüdischer christlicher Offizier der irakischen Armee verhaftet, aber nicht angeklagt worden, in dessen Wohnung man ähnlich der beim Anschlag auf die jüdische Synagoge verwendete Sprengsätze gefunden habe. Zudem gäbe es eine lange Geschichte antijüdischer Anschläge im Irak. Zweitens habe die Staatsanwaltschaft nicht einen Augenzeugen der Bombenwerfer zu benennen vermocht. Drittens sei nach Shalom Salah Folter im Spiel gewesen. So bleibe die Urheberschaft der Bombenanschläge offen, wobei Gat als wahrscheinliche Täter Mitglieder der antijüdischen Istiqlal-Partei ausmacht. Bestimmte Deutungen dieser Ereignisse hatten zur Folge, dass zahlreiche irakische Juden bei ihrer Ankunft in Israel Diskriminierungen ausgesetzt waren.
Jahre später erklärte der zionistische Emissär Yehuda Tager, während der größeren Anschläge der Muslim-Bruderschaft hätte der Zionist Yosef Beit-Halahmi kleinere Anschläge auf eigene Faust inszeniert, wobei dieser behauptete, diese angeblich auf Probe und nicht als direkte Anschläge ausgeführt zu haben.
Die irakischen Juden ließen ein umfangreiches Vermögen zurück, oft in den Zentren großer Städte. Eine große Anzahl von ihnen wurde in israelischen Flüchtlingslagern (Ma'abarot) einquartiert. Nach der Operation Esra und Nehemia blieben die meisten der 10.000 irakischen Juden während der Abd al-Karim Qasim Ära im Lande, als die Bedingungen sich verbesserten, jedoch wuchs der Antisemitismus während der Herrschaft der Brüder Aref und der Regierungszeit der Baʿth-Partei. Auf dem Höhepunkt ihrer Macht 1969 wurden vierzehn Iraker öffentlich gehängt, darunter neun der Spionage für Israel bezichtigte Juden, was die meisten der verbliebenen Juden zum Verlassen des Landes bewegte.
Der Rest der irakischen Juden verließ Bagdad in den nächsten Jahrzehnten vor allem bis 1970. Bis 2004 zählte man weniger als 100 Juden im Land, von denen viele nach dem Irakkrieg das Land verließen. Es wurde erwogen, ob in der irakischen Verfassung die Juden als Minderheit anerkannt oder ganz gestrichen werden sollten.
Im Oktober 2006 verglich Bagdads letzter Rabbiner Rabbi Emad Levy, einer der etwa zwölf Mitglieder zählenden jüdischen Gemeinde, sein Leben mit einem „Gefängnisdasein“. Die meisten irakischen Juden würden ihre Häuser nicht verlassen „aus Angst vor Entführungen oder Attentaten“ aus religiös motivierter Gewalt.
Nach Schätzungen aus dem Jahr 2008 beläuft sich die Zahl der jüdischen Bevölkerung in Bagdad auf sieben oder acht Personen. Unter den im Irak stationierten amerikanischen Streitkräften gibt es drei Rabbiner.